# Torre de Los Almendros
La torre de los Almendros se sitúa a unos seis kilómetros al sur de Puerto Lumbreras (Región de Murcia, España), próximo al límite provincial con Almería. Se trata de una torre avanzada de vigía de época medieval cristiana que junto a otras similares, como la del Obispo (Puerto Lumbreras), la de Sancho Manuel o la Torrecilla, ambas en Lorca, protegían esta franja fronteriza en el campo de Lorca y Nogalte, entre el castellano Reino de Murcia y el Nazarí de Granada. Su construcción data de la primera mitad del siglo XIV, al igual que la vecina Torre del Obispo, si bien es probable que tenga un origen islámico. Es Bien de Interés Cultural según la Disposición Adicional Segunda de la Ley 16/1985 de 25 de junio.

## El yacimiento
La torre se construyó sobre una suave loma de cima amesatada en las estribaciones noroccidentales de la Sierra de Enmedio, desde el que se podía vigilar el camino que unía Lorca con Huércal Overa y Almería (Camino Real de Vera), configurándose por tanto como una plaza estratégica para el control de esta estratégica vía de comunicación.

Son escasos los restos conservados, sin embargo se puede intuir su planta y principales características arquitectónicas. Es una construcción de planta rectangular, de 15 metros por 12 metros de lado. Los muros están fabricados mediante mampostería de piedras de mediano tamaño trabadas con mortero de cal. Conserva un alzado máximo que no supera los 40 centímetros de altura y un grosor medio de 80 centímetros. El interior de este espacio parece que debió organizarse en dos estancias con dos muros de cuatro metros de largo que configuran una habitación. En el exterior se excavó en el terreno un foso de unos cinco metros de anchura. En el entorno de la torre se observan algunos materiales cerámicos asociados a producciones bajomedievales.

## Historia

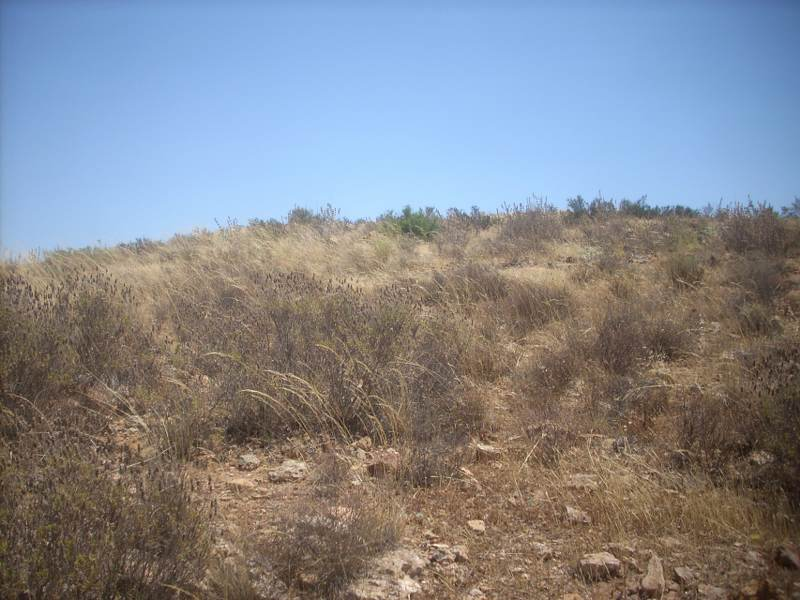
Torre de los Almendros

La torre se identifica como una torre de vigilancia que junto a otras edificaciones de tipo defensivo controlaban el campo de Nogalte. Completaban los resortes militares del Castillo de Lorca, bien mediante señales o avisos, bien a través de una primera vanguardia defensiva. 

El origen de este sistema se remonta a época medieval islámica, cuando los musulmanes emprenden un amplio programa de construcción de fortalezas (Nogalte, Ugejar, Tébar, Xiquena, Tirieza …) y torres (Torrecillas, Torre de Mena, de Sancho Manuel, del Obispo o Los Almendros) cuyo bastión principal es el Castillo de Lorca. 

Tras la firma del Pacto de Alcaraz, en 1243, el reino de Murcia entrega todas sus fortalezas a manos castellanas que de inmediato dedicaron un gran esfuerzo a la reparación de los castillos ya existentes e incluso a la mejora de la red defensiva con edificaciones de nueva planta, entre ellas las torres del Obispo o ésta de Los Almendros. De este modo se reforzó la protección del corredor del Guadalentín que había cobrado una gran importancia al convertirse en vanguardia fronteriza con el reino granadino y que durante este período sufrió numeras incursiones nazaríes.